# Nuova strada ANAS 424 ex SS 659 di Valle Antigorio e Val Formazza
La nuova strada ANAS 424 ex SS 659 di Valle Antigorio e Val Formazza (NSA 424) è una strada statale italiana in attesa di classificazione definitiva composta da due tronconi.
Il primo tratto comprende la porzione strada sottesa dalla galleria elicoidale della strada statale 659 di Valle Antigorio e Val Formazza.
Il secondo tratto comprende l'ultima porzione della strada statale 659 di Valle Antigorio e Val Formazza, dal km 41+700 al km 50+572, che dalla località Riale, nota stazione sciistica, prosegue su un percorso sterrato che, fino a pochi anni fa, era classificato come strada provinciale 95 del Passo di San Giacomo (declassificata quando è stata chiusa la frontiera in cima al passo) e che arrivava fino al confine con la Svizzera al passo di San Giacomo.